# Susan Roces
Jesusa Purificación Sonora y Levy, vd.ª de Poe (Bacólod, Negros Occidental, 28 de julio de 1941-Gran Manila, 20 de mayo de 2022), conocida artísticamente como Susan Roces, fue una actriz filipina. 

## Carrera artística
Considerada la "reina de las películas filipinas", protagonizó más de 130 películas. Ganó 5 premios FAMAS, incluidos dos premios a la mejor actriz. La Academia de Cine de Filipinas la honró con el premio a la trayectoria por su larga carrera y contribución al cine filipino. La Oficina de Correos de Filipinas homenajeó a Roces con un sello, reconociéndola entre los diez filipinos destacados.
Su carrera abarcó setenta años. Saltó a la fama durante la primera era dorada del cine filipino en la década de 1950 y se convirtió en la protagonista principal del cine local. Hizo su debut cinematográfico en 1952, protagonizando la película Mga Bituin ng Kinabukasan. 
También protagonizó varias películas filipinas icónicas como Ang Daigdig Ko'y Ikaw, Gumising Ka Maruja, Patayin Mo Sa Sindak Si Barbara, Maligno y Mano Po. Su último proyecto fue el papel principal de Flora "Lola Kap" S. Borja-de Leon en la serie Ang Probinsyano.

## Familia
Roces era hija de madre francoamericana de ascendencia judía y de padre mestizo de ascendencia española y china. Fue miembro de uno de los clanes más grandes del país, la familia Locsin de Negros Occidental (el origen del clan es de ciudad de Iloílo). El antepasado epónimo del clan, Wo Sin Lok, era un vendedor ambulante de Xiamen que emigró a Filipinas y se estableció primero en Molo, ciudad de Iloilo. Fue recibido en la Iglesia Católica con el nombre de Agustín Locsín, y se casó con Cecilia Sayson, de Molo. La hermana de Roces, Rosemarie Sonora, y la sobrina Sheryl Cruz también son actrices.
Contrajo matrimonio con el también actor Fernando Poe Jr.. El matrimonio tiene una hija adoptada, Grace Poe.

## Fallecimiento
Murió de un ataque al corazón el 20 de mayo de 2022, a los ochenta años de edad.